# Kossuth Lajos Tódor Károly
Udvardi és kossuthfalvi Kossuth Lajos Tódor Károly, olykor ifjabb Kossuth Lajos (Pest, 1844. május 26. – Milánó, 1918. január 6.) magyar vasútépítő mérnök, Kossuth Lajos kisebbik fia.

## Élete
Tanulmányait bátyjával, Kossuth Ferenccel együtt a párizsi politechnikumban végezte, majd ezt követően ugyancsak vele együtt vett részt a mont-cenisi alagút és az Alta-Italia vasúthálózatainak építésében. 1885-ben a dél-olaszországi vasutak igazgatója lett, és szakmájában való kitűnő munkásságáért az olasz király a commendatore címmel tüntette ki.
Magyarországon több ízben megkínálták képviselői mandátummal, de nem fogadta el, és megmaradt olasz állampolgárnak. Édesapja temetésére (1892) hazajött ugyan, és később is több alkalommal meglátogatta időközben hazaköltözött bátyját, de a marasztalások ellenére nem telepedett meg hazájában. 1914-ben ismét meglátogatta Magyarországot, ezúttal bátyja halála alkalmából.
1895-ben londoni vasúti kongresszus egyik elnökévé választották. 1900-ben a Societa della strade ferrate per l'Appeninoe l'Adriatico vezérigazgatója. 1909-ban a vasutak államosításakor vonult nyugalomba, és Milánóban telepedett le. Ugyancsak 1909-ben a ceglédi takarékpénztár az egyik házát ráíratta. 1918-ban hunyt el 73 éves korában. Politikával egyáltalán nem foglalkozott.

## Érdekesség
Létezik egy legenda, miszerint Kossuth Lajos nem Monokon, hanem Olaszliszkán született. Egyes források szerint az ifjabb Kossuth Lajos is meglátogatta az 1910-es években ezt a házat.